# Takachihoa onoi
Takachihoa onoi är en spindelart som beskrevs av Zhang, Zhu och I-Min Tso 2006. Takachihoa onoi ingår i släktet Takachihoa och familjen krabbspindlar.
Artens utbredningsområde är Taiwan. Inga underarter finns listade i Catalogue of Life.